# Johannes Magdahl Nielsen

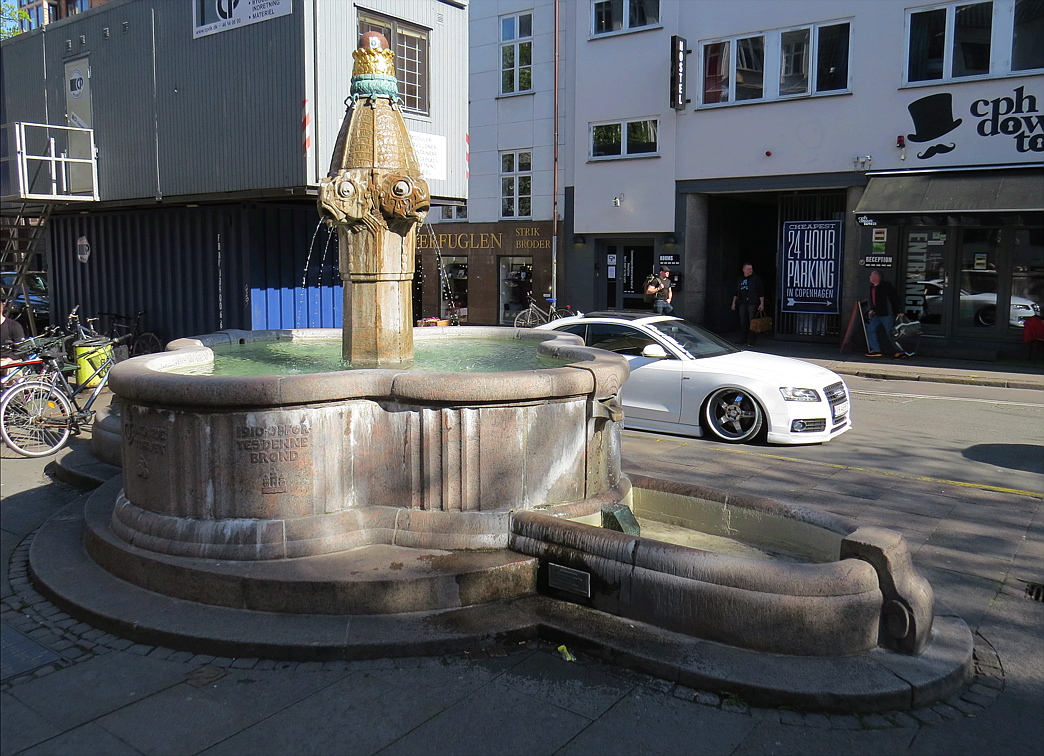
Fontänen Vandkunsten i Köpenhamn, invigd 1910

Johannes Magdahl Nielsen, född 5 februari 1862, död 25 augusti 1941, var en dansk arkitekt.
Johannes Magdahl Nielsen blev kunglig byggnadsinspektör 1912 och utförde en mängd kyrkor, skolor och andra offentliga och privatägda byggnader, bland annat i Svendborg samt i och vid Köpenhamn. Han var också verksam som restaurator av äldre byggnadsverk och ledde från 1918 restaureringen av Kronborg.

## Utmärkelser
- Eckersbergmedaljen,  1909[5]
- Dannebrogsmännens hederstecken,  1925[5]
- Förtjänstmedaljen i guld,  1929[5]
- Kommendör av Dannebrogorden,  1936[5]

[Redigera Wikidata]